# クロード・ジョセフ
クロード・ジョゼフ（フランス語発音: [klod ʒozɛf]、仏：Claude Joseph）は、ハイチの政治家。元暫定首相・外務大臣。
ジョゼフ・ジュート前首相の退任後、当時のジョブネル・モイーズ大統領より、2021年4月14日に暫定首相に命じられた。2021年7月7日午前1時頃、モイーズ大統領が暗殺された事件に対して、「残忍で野蛮な行為」と非難した。さらに国内全土に2週間の非常事態宣言を行った。
13日間は大統領代行を務めた。しかし、同年7月20日にアリエル・アンリに首相職を譲り、退任。
2024年2月19日、ジョブネルの妻であるマルティーヌ・モイーズと共に、ジョブネル・モイーズ大統領暗殺に関する共謀の疑いで起訴された。

## 脚註
1. ↑  ニュース　- jiji.com
2. ↑  ニュース　- 日本経済新聞
3. ↑  退任ニュース。- jiji.com
4. ↑  “Widow, ex-prime minister and former police chief indicted in 2021 assassination of Haiti’s president”. AP News (2024年2月19日). 2024年3月16日閲覧。

| 公職                      | 公職                        | 公職                           |
| ------------------------- | --------------------------- | ------------------------------ |
| 先代 ジョブネル・モイーズ | ハイチ共和国大統領代行 2021 | 次代 アリエル・アンリ （暫定） |
| 先代 ジョゼフ・ジュート   | ハイチ共和国首相 暫定：2021 | 次代 アリエル・アンリ          |